# فرودگاه شنوت مارتن جانسن
فرودگاه شنوت مارتن جانسن (به انگلیسی: Chanute Martin Johnson Airport) یک فرودگاه همگانی بهره‌برداری هوایی با کد یاتا CNU است که یک باند فرود آسفالت دارد و طول باند آن ۱۲۹۷ متر است. این فرودگاه در کشور ایالات متحده آمریکا قرار دارد و در ارتفاع ۳۰۵ متری از سطح دریا واقع شده‌است.